# Чемпіонат України з футболу 2013—2014: Прем'єр-ліга (склади команд)
У складах клубів подано гравців, які провели щонайменше 1 гру в Прем'єр-лізі сезону 2013/14. Прізвища, імена та по батькові футболістів подані згідно з офіційним сайтом ФФУ.

## «Арсенал» (Київ)
Головні тренери: Юрій Бакалов (12 матчів), Сергій Закарлюка (1 матч)
| №            | Футболіст                        | Дата народження   | Країна     | Ігри     | Голи     |
| Воротарі     | Воротарі                         | Воротарі          | Воротарі   | Воротарі | Воротарі |
| ------------ | -------------------------------- | ----------------- | ---------- | -------- | -------- |
| 37           | Богуш Станіслав Олександрович    | 25 жовтня 1983    | Україна    | 1        | 2п       |
| 12           | Боровик Євген Анатолійович       | 2 березня 1985    | Україна    | 7        | 11п      |
| 94           | Копаліані Георгій Миколайович    | 7 березня 1994    | Україна    | 1        | 7п       |
| 1            | Рева Віталій Григорович          | 19 листопада 1974 | Україна    | 4        | 8п       |
| Захисники    |                                  |                   |            |          |          |
| 45           | Вечурко Микола Володимирович     | 6 червня 1992     | Україна    | 6        | 0        |
| 6            | Алвес дос Сантос Рафаель         | 10 листопада 1984 | Бразилія   | 10       | 0        |
| 2            | Лампі Велі Мікко                 | 18 липня 1984     | Фінляндія  | 5        | 0        |
| 4            | Одібе Майкл Чуквунвіке           | 23 липня 1988     | Нігерія    | 1        | 0        |
| 5            | Петров Кирило Валентинович       | 22 червня 1990    | Україна    | 6        | 0        |
| 31           | Романчук Олександр Володимирович | 21 жовтня 1984    | Україна    | 12       | 0        |
| 3            | Сердюк Вячеслав Олександрович    | 28 січня 1985     | Україна    | 3        | 0        |
| 33           | Хомин Андрій Михайлович          | 2 січня 1982      | Україна    | 11       | 0        |
| 30           | Шабанов Артем Михайлович         | 7 березня 1992    | Україна    | 2        | 0        |
| Півзахисники |                                  |                   |            |          |          |
| 10           | Аржанов Володимир Олександрович  | 29 листопада 1985 | Україна    | 13       | 2        |
| 17           | Богданов Андрій Євгенович        | 21 січня 1990     | Україна    | 7        | 0        |
| 9            | Бушман Юрій В'ячеславович        | 14 травня 1990    | Україна    | 9        | 0        |
| 99           | Герасимюк Олег Вікторович        | 25 вересня 1986   | Україна    | 11       | 0        |
| 25           | Колесник Євген Валерійович       | 13 січня 1990     | Україна    | 4        | 0        |
| 11           | Старгородський Артем Сергійович  | 17 січня 1982     | Україна    | 11       | 0        |
| 13           | Шарпар В'ячеслав Володимирович   | 2 червня 1987     | Україна    | 11       | 0        |
| Нападники    |                                  |                   |            |          |          |
| 20           | Адія Домінік                     | 29 листопада 1989 | Гана       | 10       | 3        |
| 22           | Гоменюк Володимир Михайлович     | 19 липня 1985     | Україна    | 2        | 1        |
| 15           | Кравець Артем Анатолійович       | 3 червня 1989     | Україна    | 10       | 3        |
| 55           | Кубік Франтішек                  | 14 березня 1989   | Словаччина | 6        | 0        |
| 21           | Філіппов Олександр Олександрович | 23 жовтня 1992    | Україна    | 3        | 0        |
| 16           | Шацьких Максим Олександрович     | 30 серпня 1978    | Узбекистан | 12       | 1        |

## «Волинь» (Луцьк)
Головний тренер: Віталій Кварцяний
| №            | Футболіст                     | Дата народження   | Країна             | Ігри     | Голи     |
| Воротарі     | Воротарі                      | Воротарі          | Воротарі           | Воротарі | Воротарі |
| ------------ | ----------------------------- | ----------------- | ------------------ | -------- | -------- |
| 74           | Кичак Артем Іванович          | 16 травня 1989    | Україна            | 10       | 11п      |
| 78           | Літовченко Сергій Сергійович  | 4 жовтня 1987     | Україна            | 4        | 7п       |
| 42           | Неділько Віталій Михайлович   | 21 серпня 1982    | Україна            | 17       | 35п      |
| Захисники    |                               |                   |                    |          |          |
| 36           | Годований Роман Петрович      | 4 жовтня 1990     | Україна            | 2        | 0        |
| 20           | Задерецький Дмитро Вадимович  | 3 серпня 1994     | Україна            | 16       | 0        |
| 14           | Масло Ян                      | 5 лютого 1986     | Словаччина         | 24       | 1        |
| 21           | Матуку Ерік                   | 8 липня 1983      | Бельгія            | 6        | 0        |
| 2            | Мессіас дос Сантос Леандро    | 29 грудня 1983    | Бразилія           | 6        | 0        |
| 26           | Никитюк Роман Федорович       | 9 вересня 1993    | Україна            | 2        | 0        |
| 4            | Приндета Віталій Валерійович  | 2 лютого 1993     | Україна            | 9        | 0        |
| 3            | Сімінін Сергій Федорович      | 9 жовтня 1987     | Україна            | 23       | 0        |
| 16           | Шіш Гал                       | 28 січня 1989     | Ізраїль            | 18       | 0        |
| 13           | Шабанов Артем Михайлович      | 7 березня 1992    | Україна            | 3        | 0        |
| 23           | Шершун Богдан Миколайович     | 14 травня 1981    | Україна            | 21       | 1        |
| 6            | Шіков Ванче                   | 19 липня 1985     | Північна Македонія | 19       | 1        |
| Півзахисники |                               |                   |                    |          |          |
| 79           | Міхель Бабатунде              | 24 грудня 1992    | Нігерія            | 23       | 2        |
| 7            | Гошкодеря Віталій Валерійович | 8 січня 1988      | Україна            | 15       | 0        |
| 10           | Бікфалві Ерік Космін          | 5 лютого 1988     | Румунія            | 23       | 4        |
| 29           | Кінаш Ярослав Ростиславович   | 16 квітня 1988    | Україна            | 7        | 1        |
| 5            | Карасюк Роман Іванович        | 27 березня 1991   | Україна            | 3        | 0        |
| 99           | Лопес де Фрейтас Рамон        | 7 серпня 1989     | Бразилія           | 12       | 1        |
| 15           | Матей Флорентін               | 15 квітня 1993    | Румунія            | 18       | 2        |
| 8            | Нємчанінов Дмитро Андрійович  | 27 січня 1990     | Україна            | 19       | 1        |
| 91           | Парцванія Темур Рафіелович    | 6 липня 1991      | Україна            | 13       | 0        |
| 18           | Рогач Іван                    | 18 червня 1992    | Сербія             | 2        | 0        |
| 88           | Скоба Ігор Олегович           | 21 травня 1982    | Україна            | 25       | 0        |
| Нападники    |                               |                   |                    |          |          |
| 19           | Падовані Селін Алессандро     | 11 вересня 1989   | Італія             | 9        | 3        |
| 9            | Бабир Олексій Олегович        | 15 березня 1990   | Україна            | 4        | 0        |
| 88           | Козьбан Дмитро Сергійович     | 27 квітня 1989    | Україна            | 15       | 3        |
| 22           | Літвінєнко Дмитро Сергійович  | 13 листопада 1994 | Україна            | 1        | 0        |
| 77           | Майєр Сантос Тьяго            | 31 серпня 1986    | Італія             | 13       | 3        |
| 11           | Мемешев Редван Раімович       | 15 серпня 1993    | Україна            | 22       | 3        |

## «Ворскла» (Полтава)
Головний тренер: Василь Сачко
| №            | Футболіст                        | Дата народження   | Країна             | Ігри     | Голи     |
| Воротарі     | Воротарі                         | Воротарі          | Воротарі           | Воротарі | Воротарі |
| ------------ | -------------------------------- | ----------------- | ------------------ | -------- | -------- |
| 31           | Богуш Станіслав Олександрович    | 25 жовтня 1983    | Україна            | 2        | 1п       |
| 12           | Непогодов Дмитро Михайлович      | 17 лютого 1988    | Україна            | 27       | 38п      |
| Захисники    |                                  |                   |                    |          |          |
| 4            | Даллку Арменд                    | 16 червня 1983    | Албанія            | 28       | 1        |
| 78           | Курілов Олексій Миколайович      | 24 квітня 1988    | Україна            | 9        | 0        |
| 33           | Лагос Панайотіс                  | 18 липня 1985     | Греція             | 1        | 0        |
| 84           | Романчук Олександр Володимирович | 21 жовтня 1984    | Україна            | 5        | 0        |
| 23           | Сапай Вадим Вікторович           | 7 лютого 1986     | Україна            | 27       | 2        |
| 34           | Ткачук Євгеній Олегович          | 27 червня 1991    | Україна            | 19       | 0        |
| 17           | Чеснаков Володимир Геннадійович  | 12 листопада 1988 | Україна            | 28       | 3        |
| Півзахисники |                                  |                   |                    |          |          |
| 83           | Васілаке Чіпріан                 | 14 вересня 1983   | Румунія            | 3        | 0        |
| 7            | Громов Артем Ігорович            | 14 січня 1990     | Україна            | 25       | 6        |
| 15           | Дедечко Денис Михайлович         | 2 липня 1987      | Україна            | 26       | 3        |
| 11           | Кривошеєнко Іван Васильович      | 11 травня 1984    | Україна            | 15       | 1        |
| 10           | Маркоскі Йован                   | 23 червня 1980    | Сербія             | 22       | 0        |
| 54           | Павлик Юрій Олександрович        | 15 лютого 1994    | Україна            | 1        | 0        |
| 40           | Пердута Ігор Романович           | 15 листопада 1990 | Україна            | 29       | 1        |
| 82           | Ребенок Павло Вікторович         | 23 липня 1985     | Україна            | 18       | 1        |
| 6            | Скляр Олександр Сергійович       | 26 лютого 1991    | Україна            | 14       | 0        |
| 77           | Турсунов Санжар Атхамович        | 29 грудня 1986    | Узбекистан         | 10       | 1        |
| Нападники    |                                  |                   |                    |          |          |
| 24           | Бараннік Олег Васильович         | 20 березня 1992   | Україна            | 13       | 1        |
| 8            | Буднік Євген Віталійович         | 4 вересня 1990    | Україна            | 7        | 0        |
| 99           | Міщенко Олег Володимирович       | 10 жовтня 1989    | Україна            | 25       | 6        |
| 5            | Сілюк Сергій Володимирович       | 5 червня 1985     | Україна            | 2        | 0        |
| 9            | Янузі Ахмед                      | 8 липня 1988      | Албанія            | 18       | 2        |
| 22           | Яховіч Адіс                      | 18 березня 1987   | Північна Македонія | 18       | 6        |

## «Говерла» (Ужгород)
Головний тренер: В'ячеслав Грозний
| №            | Футболіст                              | Дата народження   | Країна             | Ігри     | Голи     |
| Воротарі     | Воротарі                               | Воротарі          | Воротарі           | Воротарі | Воротарі |
| ------------ | -------------------------------------- | ----------------- | ------------------ | -------- | -------- |
| 33           | Бабенко Дмитро Олегович                | 28 червня 1978    | Україна            | 3        | 2п       |
| 1            | Надь Олександр Арпадович               | 2 вересня 1985    | Україна            | 21       | 26п      |
| 25           | Чурілов Олександр Володимирович        | 6 червня 1984     | Україна            | 4        | 6п       |
| 37           | Шевченко Олексій Миколайович (воротар) | 24 лютого 1992    | Україна            | 1        | 2п       |
| Захисники    |                                        |                   |                    |          |          |
| 5            | Єзерський Володимир Іванович           | 15 листопада 1976 | Україна            | 9        | 0        |
| 41           | Акакпо Серж Огнадон                    | 15 жовтня 1987    | Франція            | 10       | 1        |
| 45           | Вечурко Микола Володимирович           | 6 червня 1992     | Україна            | 4        | 0        |
| 14           | Дандя Александру Адріан                | 23 січня 1988     | Румунія            | 14       | 0        |
| 21           | Лазевскі Александар                    | 21 січня 1988     | Сербія             | 4        | 0        |
| 22           | Лисицький Віталій Сергійович           | 16 квітня 1982    | Україна            | 26       | 2        |
| 23           | Люлька Сергій Миколайович              | 22 лютого 1990    | Україна            | 23       | 0        |
| 26           | Мессіас дос Сантос Леандро             | 29 грудня 1983    | Бразилія           | 9        | 0        |
| 2            | Орос Крістіан Даніель                  | 15 жовтня 1984    | Румунія            | 17       | 0        |
| 86           | Перейра Валлас Фернандо                | 29 жовтня 1986    | Бразилія           | 5        | 0        |
| 24           | Рніч Неманья                           | 30 вересня 1984   | Сербія             | 4        | 0        |
| 44           | Хомин Андрій Михайлович                | 2 січня 1982      | Україна            | 6        | 0        |
| 6            | Цуррі Дебатік                          | 28 грудня 1983    | Албанія            | 5        | 0        |
| Півзахисники |                                        |                   |                    |          |          |
| 70           | Іканде Гармоні                         | 17 вересня 1990   | Нігерія            | 10       | 1        |
| 88           | Арзе Камачо Вісенте                    | 22 листопада 1985 | Болівія            | 3        | 0        |
| 4            | Балафас Сотіріос                       | 19 серпня 1986    | Греція             | 21       | 1        |
| 17           | Буяльський Віталій Казімірович         | 6 січня 1993      | Україна            | 20       | 3        |
| 99           | Герасимюк Олег Вікторович              | 25 вересня 1986   | Україна            | 4        | 0        |
| 27           | Пуканич Адріан Миколайович             | 22 червня 1983    | Україна            | 1        | 0        |
| 7            | Райчевіч Мірко                         | 22 березня 1982   | Чорногорія         | 11       | 0        |
| 8            | Тришович Александар                    | 25 листопада 1983 | Сербія             | 2        | 0        |
| 15           | Трухін Дмитро Юрійович                 | 29 червня 1983    | Україна            | 22       | 3        |
| 87           | Шарпар В'ячеслав Володимирович         | 2 червня 1987     | Україна            | 9        | 3        |
| Нападники    |                                        |                   |                    |          |          |
| 29           | Бабир Олексій Олегович                 | 15 березня 1990   | Україна            | 1        | 0        |
| 10           | Балашов Віталій Юрійович               | 7 лютого 1991     | Україна            | 10       | 1        |
| 77           | Кадимян Гегам Гагикович                | 19 жовтня 1992    | Україна            | 1        | 0        |
| 18           | Кополовець Михайло Михайлович          | 29 січня 1984     | Україна            | 8        | 0        |
| 28           | Кочіш Разван Васіле                    | 19 лютого 1983    | Румунія            | 19       | 3        |
| 9            | Ле Таллек Дам'єн Вінсент Деніс         | 19 квітня 1990    | Франція            | 21       | 2        |
| 11           | Лисенко Володимир Володимирович        | 20 квітня 1988    | Україна            | 17       | 1        |
| 13           | Микуляк Владислав Степанович           | 30 серпня 1984    | Україна            | 1        | 0        |
| 30           | Нікулае Маріус Константін              | 16 травня 1981    | Румунія            | 13       | 3        |
| 31           | Савіч Душан                            | 1 жовтня 1985     | Північна Македонія | 9        | 1        |
| 92           | Степанюк Руслан Юрійович               | 16 січня 1992     | Україна            | 3        | 0        |
| 85           | Фещук Максим Ігорович                  | 25 листопада 1985 | Україна            | 10       | 1        |
| 61           | Шацьких Максим Олександрович           | 30 серпня 1978    | Узбекистан         | 7        | 2        |

## «Динамо» (Київ)
Головні тренери: Олег Блохін (24 матчі), Сергій Ребров (5 матчів)
| №            | Футболіст                           | Дата народження   | Країна           | Ігри     | Голи     |
| Воротарі     | Воротарі                            | Воротарі          | Воротарі         | Воротарі | Воротарі |
| ------------ | ----------------------------------- | ----------------- | ---------------- | -------- | -------- |
| 35           | Коваль Максим Анатолійович          | 9 грудня 1992     | Україна          | 13       | 16п      |
| 23           | Рибка Олександр Євгенійович         | 10 квітня 1987    | Україна          | 9        | 12п      |
| 1            | Шовковський Олександр Володимирович | 2 січня 1975      | Україна          | 8        | 5п       |
| Захисники    |                                     |                   |                  |          |          |
| 24           | Віда Домагой                        | 29 квітня 1989    | Хорватія         | 17       | 0        |
| 2            | Да Сільва Даніло Апаресідо          | 24 листопада 1986 | Бразилія         | 21       | 0        |
| 6            | Драговіч Александар                 | 6 березня 1991    | Австрія          | 21       | 0        |
| 3            | Селін Євген Сергійович              | 9 травня 1988     | Україна          | 10       | 0        |
| 33           | Тремулінас Бенуа                    | 28 грудня 1985    | Франція          | 7        | 0        |
| 34           | Хачеріді Євген Григорович           | 28 липня 1987     | Україна          | 17       | 0        |
| Півзахисники |                                     |                   |                  |          |          |
| 25           | Аруна Лукман                        | 4 грудня 1990     | Нігерія          | 18       | 3        |
| 9            | Безус Роман Анатолійович            | 26 вересня 1990   | Україна          | 15       | 2        |
| 90           | Беланда Юнес                        | 25 лютого 1990    | Франція          | 22       | 6        |
| 5            | Вукоєвіч Огнєн                      | 20 грудня 1983    | Хорватія         | 18       | 1        |
| 19           | Гармаш Денис Вікторович             | 19 квітня 1990    | Україна          | 13       | 2        |
| 90           | Гусєв Олег Анатолійович             | 25 квітня 1983    | Україна          | 26       | 3        |
| 45           | Калітвінцев Владислав Юрійович      | 4 січня 1993      | Україна          | 3        | 1        |
| 7            | Ленс Жермейн Марсіано               | 24 листопада 1987 | Нідерланди       | 28       | 5        |
| 4            | Пінто Вєлосо Мігель Луіс            | 11 травня 1986    | Португалія       | 20       | 1        |
| 27           | Макаренко Євгеній Олександрович     | 21 травня 1991    | Україна          | 19       | 1        |
| 16           | Сидорчук Сергій Олександрович       | 2 травня 1991     | Україна          | 14       | 2        |
| 30           | Харатін Ігор Ігорович               | 2 лютого 1995     | Україна          | 1        | 0        |
| 77           | Цуріков Андрій Володимирович        | 5 жовтня 1992     | Україна          | 3        | 0        |
| Нападники    |                                     |                   |                  |          |          |
| 11           | Ідейє Браун Айде                    | 10 жовтня 1988    | Нігерія          | 19       | 5        |
| 85           | Мбокані Безуа Дйодонне              | 22 листопада 1985 | Республіка Конго | 25       | 13       |
| 99           | Перейра Родрігес Едуардо            | 7 січня 1992      | Бразилія         | 7        | 0        |
| 10           | Ярмоленко Андрій Миколайович        | 23 жовтня 1989    | Україна          | 26       | 12       |

## «Дніпро» (Дніпропетровськ)
Головний тренер: Хуанде Рамос
| №            | Футболіст                       | Дата народження   | Країна     | Ігри     | Голи     |
| Воротарі     | Воротарі                        | Воротарі          | Воротарі   | Воротарі | Воротарі |
| ------------ | ------------------------------- | ----------------- | ---------- | -------- | -------- |
| 71           | Бойко Денис Олександрович       | 29 січня 1988     | Україна    | 28       | 28п      |
| 18           | Лаштувка Ян                     | 7 липня 1982      | Чехія      | 1        | 0п       |
| Захисники    |                                 |                   |            |          |          |
| 2            | Влад Александру Ніколає         | 6 грудня 1989     | Румунія    | 5        | 0        |
| 23           | Сілва Баселар Дуглас            | 4 квітня 1990     | Бразилія   | 12       | 1        |
| 33           | Лобжанідзе Уча                  | 23 лютого 1987    | Грузія     | 1        | 0        |
| 3            | Мазух Онджей                    | 15 березня 1989   | Чехія      | 26       | 0        |
| 5            | Мандзюк Віталій Васильович      | 24 січня 1986     | Україна    | 12       | 1        |
| 17           | Стрініч Іван                    | 17 липня 1987     | Хорватія   | 24       | 0        |
| 44           | Федецький Артем Андрійович      | 26 квітня 1985    | Україна    | 23       | 1        |
| 14           | Чеберячко Євгеній Олександрович | 19 червня 1983    | Україна    | 24       | 0        |
| Півзахисники |                                 |                   |            |          |          |
| 97           | Блізніченко Андрій Валерійович  | 24 липня 1994     | Україна    | 1        | 0        |
| 20           | Вілела Гама Бруно Алешандре     | 15 листопада 1987 | Португалія | 10       | 3        |
| 8            | Де Паула Джуліано Віктор        | 31 травня 1990    | Бразилія   | 24       | 6        |
| 6            | Канкава Джаба Георгійович       | 18 березня 1986   | Грузія     | 25       | 0        |
| 19           | Кобахідзе Александер            | 11 лютого 1987    | Грузія     | 2        | 0        |
| 10           | Коноплянка Євгеній Олегович     | 29 вересня 1989   | Україна    | 27       | 8        |
| 4            | Кравченко Сергій Сергійович     | 24 квітня 1983    | Україна    | 8        | 0        |
| 7            | Кулаков Денис Єрмилович         | 1 травня 1986     | Україна    | 10       | 0        |
| 89           | Політило Сергій Олегович        | 9 січня 1989      | Україна    | 12       | 0        |
| 29           | Ротань Руслан Петрович          | 29 жовтня 1981    | Україна    | 26       | 0        |
| 28           | Шахов Євген Євгенович           | 30 листопада 1990 | Україна    | 3        | 0        |
| Нападники    |                                 |                   |            |          |          |
| 18           | Зозуля Роман Вячеславович       | 17 листопада 1989 | Україна    | 24       | 7        |
| 9            | Калініч Нікола                  | 5 січня 1988      | Хорватія   | 19       | 6        |
| 99           | Лейте Насіменто Матеус          | 15 січня 1983     | Бразилія   | 29       | 13       |
| 11           | Селезньов Євген Олександрович   | 20 липня 1985     | Україна    | 29       | 13       |

## «Зоря» (Луганськ)
Головний тренер: Юрій Вернидуб
| №            | Футболіст                         | Дата народження   | Країна   | Ігри     | Голи     |
| Воротарі     | Воротарі                          | Воротарі          | Воротарі | Воротарі | Воротарі |
| ------------ | --------------------------------- | ----------------- | -------- | -------- | -------- |
| 12           | Постранський Віталій Михайлович   | 2 серпня 1977     | Україна  | 7        | 6п       |
| 1            | Сантіні Кршеван                   | 11 квітня 1987    | Хорватія | 15       | 21п      |
| 30           | Шевченко Микита Русланович        | 26 січня 1993     | Україна  | 8        | 3п       |
| Захисники    |                                   |                   |          |          |          |
| 17           | Ігнятьєвіч Нікола                 | 12 грудня 1983    | Сербія   | 19       | 0        |
| 25           | Білий Максим Ігорович             | 21 червня 1990    | Україна  | 24       | 0        |
| 15           | Вернидуб Віталій Юрійович         | 17 жовтня 1987    | Україна  | 26       | 0        |
| 45           | Гордієнко Артем Олександрович     | 4 березня 1991    | Україна  | 10       | 0        |
| 8            | Малишев Максим Васильович         | 24 грудня 1992    | Україна  | 10       | 0        |
| 14           | Шуніч Тоні                        | 15 грудня 1988    | Хорватія | 25       | 0        |
| 16           | Ярмаш Григорій Петрович           | 4 січня 1985      | Україна  | 21       | 0        |
| Півзахисники |                                   |                   |          |          |          |
| 2            | Галюза Ілля Сергійович            | 16 листопада 1979 | Україна  | 4        | 0        |
| 35           | Грицай Олександр Анатолійович     | 30 вересня 1977   | Україна  | 25       | 0        |
| 6            | Каменюка Микита Олександрович     | 3 червня 1985     | Україна  | 25       | 3        |
| 22           | Любеновіч Желько                  | 9 липня 1981      | Сербія   | 26       | 4        |
| 18           | Маліновський Руслан Володимирович | 4 травня 1993     | Україна  | 8        | 3        |
| 53           | Мягков Павло Сергійович           | 30 грудня 1992    | Україна  | 2        | 0        |
| 34           | Петряк Іван Євгенович             | 13 березня 1994   | Україна  | 18       | 1        |
| 37           | Хомченовський Дмитро Геннадійович | 16 квітня 1990    | Україна  | 29       | 5        |
| 7            | Худзік Павло Олександрович        | 29 квітня 1985    | Україна  | 9        | 0        |
| 4            | Чайковський Ігор Геннадійович     | 7 жовтня 1991     | Україна  | 13       | 1        |
| Нападники    |                                   |                   |          |          |          |
| 11           | Ідахор Ісі Лаки                   | 30 серпня 1980    | Нігерія  | 3        | 0        |
| 94           | Болі Яннік Тоапрі                 | 13 січня 1988     | Франція  | 26       | 12       |
| 28           | Будківський Пилип Вячеславович    | 10 березня 1992   | Україна  | 6        | 0        |
| 10           | Ліпартія Джаба                    | 16 листопада 1987 | Грузія   | 18       | 0        |
| 9            | Сіріно де Олівейра Даніло         | 11 листопада 1986 | Бразилія | 28       | 8        |

## «Іллічівець» (Маріуполь)
Головний тренер: Микола Павлов
| №            | Футболіст                        | Дата народження   | Країна   | Ігри     | Голи     |
| Воротарі     | Воротарі                         | Воротарі          | Воротарі | Воротарі | Воротарі |
| ------------ | -------------------------------- | ----------------- | -------- | -------- | -------- |
| 23           | Бажан Ігор Миколайович           | 2 грудня 1981     | Україна  | 1        | 2п       |
| 1            | Гальчук Євген Володимирович      | 5 березня 1992    | Україна  | 11       | 14п      |
| 12           | Худжамов Рустам Махмудкулович    | 5 жовтня 1982     | Україна  | 17       | 18п      |
| Захисники    |                                  |                   |          |          |          |
| 32           | Іщенко Микола Анатолійович       | 9 березня 1983    | Україна  | 26       | 0        |
| 91           | Бутко Богдан Євгенович           | 13 січня 1991     | Україна  | 25       | 0        |
| 18           | Гаращенков Сергій Ігорович       | 16 травня 1990    | Україна  | 4        | 0        |
| 44           | Ордець Іван Миколайович          | 8 липня 1992      | Україна  | 27       | 2        |
| 93           | Цюпа Іван Іванович               | 25 червня 1993    | Україна  | 7        | 0        |
| 3            | Чижов Олександр Олександрович    | 10 серпня 1986    | Україна  | 1        | 0        |
| 7            | Шевчук Сергій Миколайович        | 18 червня 1985    | Україна  | 13       | 2        |
| 13           | Яворський Сергій Олександрович   | 5 липня 1989      | Україна  | 14       | 0        |
| Півзахисники |                                  |                   |          |          |          |
| 29           | Гречишкін Дмитро Володимирович   | 22 вересня 1991   | Україна  | 10       | 0        |
| 4            | Довгий Олексій Володимирович     | 2 листопада 1989  | Україна  | 19       | 2        |
| 14           | Кісіль Руслан Сергійович         | 23 жовтня 1991    | Україна  | 4        | 0        |
| 95           | Калінін Ігор Олегович            | 11 листопада 1995 | Україна  | 1        | 0        |
| 24           | Кравченко Костянтин Сергійович   | 24 вересня 1986   | Україна  | 1        | 0        |
| 27           | Лупашко Владислав Вікторович     | 4 грудня 1986     | Україна  | 1        | 0        |
| 61           | Мишньов Дмитро Олександрович     | 26 січня 1994     | Україна  | 9        | 0        |
| 80           | Окріашвілі Торніке               | 12 лютого 1992    | Грузія   | 10       | 0        |
| 2            | Полянський Олексій Володимирович | 12 квітня 1986    | Україна  | 19       | 2        |
| 77           | Путівцев Артем Олександрович     | 29 серпня 1988    | Україна  | 26       | 0        |
| 99           | Таргамадзе Давід                 | 22 серпня 1989    | Грузія   | 11       | 2        |
| 8            | Тотовицький Андрій Олександрович | 20 січня 1993     | Україна  | 18       | 4        |
| 17           | Федотов Віталій Андрійович       | 16 липня 1991     | Україна  | 20       | 1        |
| 20           | Чурко Вячеслав Вячеславович      | 10 травня 1993    | Україна  | 20       | 4        |
| Нападники    |                                  |                   |          |          |          |
| 33           | Ємєльянов Роман Павлович         | 8 травня 1992     | Росія    | 15       | 0        |
| 39           | Кулач Владислав Ігорович         | 7 травня 1993     | Україна  | 24       | 3        |
| 16           | Мандзюк Олександр Васильович     | 10 січня 1983     | Україна  | 21       | 0        |
| 5            | Перейра де Олівейра Майкон       | 8 травня 1988     | Бразилія | 10       | 3        |
| 11           | Фомін Руслан Миколайович         | 2 березня 1986    | Україна  | 16       | 2        |

## «Карпати» (Львів)
Головний тренер: Олександр Севідов
| №            | Футболіст                       | Дата народження   | Країна   | Ігри     | Голи     |
| Воротарі     | Воротарі                        | Воротарі          | Воротарі | Воротарі | Воротарі |
| ------------ | ------------------------------- | ----------------- | -------- | -------- | -------- |
| 29           | Ільющенков Олександр Андрійович | 23 березня 1990   | Україна  | 15       | 24п      |
| 1            | Підківка Роман Юрійович         | 9 травня 1995     | Україна  | 14       | 17п      |
| Захисники    |                                 |                   |          |          |          |
| 21           | Балажіц Грегор                  | 12 лютого 1988    | Словенія | 25       | 1        |
| 5            | Гітченко Андрій Ігорович        | 2 жовтня 1984     | Україна  | 14       | 0        |
| 94           | Мірошніченко Денис Андрійович   | 11 жовтня 1994    | Україна  | 9        | 0        |
| 24           | Пашаєв Павло Вагіфович          | 4 січня 1988      | Україна  | 23       | 0        |
| 32           | Пластун Ігор Володимирович      | 20 серпня 1990    | Україна  | 22       | 0        |
| 62           | Пучковський Тарас Миколайович   | 23 серпня 1994    | Україна  | 2        | 0        |
| 17           | Страшкевич Вадим Вячеславович   | 21 квітня 1994    | Україна  | 10       | 0        |
| 92           | Чачуа Амбросій Анзорович        | 2 квітня 1994     | Україна  | 11       | 0        |
| Півзахисники |                                 |                   |          |          |          |
| 11           | Бартуловіч Младен               | 5 жовтня 1986     | Хорватія | 23       | 7        |
| 9            | Габовда Юрій Вікторович         | 6 травня 1989     | Україна  | 4        | 0        |
| 70           | Годвін Самсон                   | 11 листопада 1983 | Нігерія  | 4        | 0        |
| 27           | Голодюк Олег Юрійович           | 2 січня 1988      | Україна  | 22       | 0        |
| 88           | Даушвілі Муртаз                 | 1 травня 1989     | Грузія   | 9        | 0        |
| 15           | Елла Кен Арман                  | 23 лютого 1993    | Камерун  | 3        | 0        |
| 7            | Ксьонз Павло Сергійович         | 2 січня 1987      | Україна  | 2        | 0        |
| 22           | Льопа Дмитро Сергійович         | 23 листопада 1988 | Україна  | 13       | 1        |
| 19           | Мартинюк Ярослав Петрович       | 20 лютого 1989    | Україна  | 18       | 0        |
| 2            | Савченко Андрій Володимирович   | 29 вересня 1994   | Україна  | 1        | 0        |
| 31           | Тищенко Ігор Сергійович         | 11 травня 1989    | Україна  | 6        | 0        |
| 25           | Ткачук Андрій Миколайович       | 18 листопада 1987 | Україна  | 11       | 0        |
| 9            | Федорчук Валерій Юрійович       | 5 жовтня 1988     | Україна  | 25       | 2        |
| Нападники    |                                 |                   |          |          |          |
| 77           | Бохашвілі Євген Олександрович   | 5 січня 1993      | Україна  | 15       | 1        |
| 39           | Васін Денис Геннадійович        | 4 березня 1989    | Україна  | 16       | 0        |
| 10           | Гладкий Олександр Миколайович   | 24 серпня 1987    | Україна  | 28       | 10       |
| 36           | Гудима Володимир Ярославович    | 20 липня 1990     | Україна  | 1        | 0        |
| 20           | Зеньов Сергей                   | 20 квітня 1989    | Естонія  | 28       | 9        |
| 8            | Костевич Володимир Євгенович    | 23 жовтня 1992    | Україна  | 21       | 1        |
| 97           | Фернандо Марсело Жіл            | 28 березня 1990   | Бразилія | 3        | 0        |

## «Металіст» (Харків)
Головні тренери: Мирон Маркевич (17 матчів), Ігор Рахаєв (12 матчів)
| №            | Футболіст                       | Дата народження   | Країна    | Ігри     | Голи     |
| Воротарі     | Воротарі                        | Воротарі          | Воротарі  | Воротарі | Воротарі |
| ------------ | ------------------------------- | ----------------- | --------- | -------- | -------- |
| 29           | Горяінов Олександр Сергійович   | 29 червня 1975    | Україна   | 14       | 17п      |
| 81           | Дішлєнковіч Владімір            | 2 липня 1981      | Україна   | 15       | 13п      |
| 35           | Шуст Богдан Романович           | 4 березня 1986    | Україна   | 3        | 0п       |
| Захисники    |                                 |                   |           |          |          |
| 3            | Вільягра Крістіан Карлос        | 27 грудня 1985    | Аргентина | 19       | 1        |
| 20           | Гонзага де Азеведо Марсіо       | 5 лютого 1986     | Бразилія  | 28       | 0        |
| 13           | Модесто да Сілва Мол Родріго    | 27 жовтня 1987    | Бразилія  | 13       | 1        |
| 30           | Папа Гуйе                       | 7 червня 1984     | Сенегал   | 29       | 1        |
| 17           | Пшеничних Сергій Миколайович    | 19 листопада 1981 | Україна   | 17       | 0        |
| Півзахисники |                                 |                   |           |          |          |
| 24           | Юссуф Атанда Аїла               | 4 листопада 1984  | Нігерія   | 5        | 1        |
| 4            | Березовчук Андрій Володимирович | 16 квітня 1981    | Україна   | 3        | 0        |
| 23           | Бланко Себастьян Марсело        | 15 березня 1988   | Аргентина | 27       | 6        |
| 21           | Богданов Андрій Євгенович       | 21 січня 1990     | Україна   | 9        | 0        |
| 15           | Гомес Алехандро Даріо           | 15 лютого 1988    | Аргентина | 23       | 3        |
| 7            | Де Соуза Андраде Дієго          | 17 червня 1985    | Бразилія  | 19       | 1        |
| 33           | Девіч Марко                     | 27 жовтня 1983    | Україна   | 17       | 15       |
| 8            | Де Ласерда Апаресіда Едмар      | 16 червня 1980    | Бразилія  | 25       | 3        |
| 32           | Краснопьоров Олег Володимирович | 25 липня 1980     | Україна   | 21       | 0        |
| 77           | Ксьонз Павло Сергійович         | 2 січня 1987      | Україна   | 24       | 0        |
| 25           | Ромеро Бонфім Марлос            | 7 червня 1988     | Бразилія  | 17       | 3        |
| 88           | Нойок Олександр Вікторович      | 15 травня 1992    | Україна   | 2        | 0        |
| 11           | Соса Хосе Ернесто               | 19 червня 1985    | Аргентина | 17       | 5        |
| 43           | Ткачук Юрій Юрійович            | 18 квітня 1995    | Україна   | 1        | 0        |
| 19           | Торрес Хуан Мануель             | 20 червня 1985    | Аргентина | 2        | 0        |
| 10           | Рібейро Хав'єр Клейтон          | 23 березня 1983   | Бразилія  | 20       | 7        |
| 5            | Шелаєв Олег Миколайович         | 5 листопада 1976  | Україна   | 2        | 0        |
| Нападники    |                                 |                   |           |          |          |
| 14           | Гоменюк Володимир Михайлович    | 19 липня 1985     | Україна   | 17       | 5        |
| 9            | Крістальдо Джонатан Езекель     | 5 березня 1989    | Аргентина | 7        | 3        |
| 46           | Радченко Артем Олегович         | 2 січня 1995      | Україна   | 1        | 0        |

## «Металург» (Донецьк)
Головні тренери: Юрій Максимов (4 матчі), Сергій Ташуєв (25 матчів)
| №            | Футболіст                         | Дата народження   | Країна     | Ігри     | Голи     |
| Воротарі     | Воротарі                          | Воротарі          | Воротарі   | Воротарі | Воротарі |
| ------------ | --------------------------------- | ----------------- | ---------- | -------- | -------- |
| 12           | Бандура Олександр Вікторович      | 30 травня 1986    | Україна    | 12       | 21п      |
| 79           | Паньків Юрій Михайлович           | 3 листопада 1984  | Україна    | 17       | 21п      |
| Захисники    |                                   |                   |            |          |          |
| 2            | Барановський Артем Миколайович    | 17 березня 1990   | Україна    | 8        | 0        |
| 24           | О'ді Даррен                       | 4 лютого 1987     | Ірландія   | 16       | 2        |
| 5            | Польовий Володимир Олександрович  | 28 липня 1985     | Україна    | 10       | 0        |
| 4            | Чечер Вячеслав Леонідович         | 15 грудня 1980    | Україна    | 26       | 5        |
| Півзахисники |                                   |                   |            |          |          |
| 14           | Афонсо да Сілва Александре        | 15 серпня 1983    | Бразилія   | 24       | 2        |
| 20           | Амаду Тіджані Мутарі              | 19 січня 1994     | Нігер      | 6        | 0        |
| 25           | Бєзліхотнов Микита Сергійович     | 19 серпня 1990    | Росія      | 4        | 2        |
| 99           | Газарян Геворг                    | 5 квітня 1988     | Вірменія   | 10       | 1        |
| 84           | Голайдо Денис Олександрович       | 3 червня 1984     | Україна    | 7        | 0        |
| 18           | Дімітров Велізар Костадінов       | 13 квітня 1979    | Болгарія   | 4        | 1        |
| 15           | Зотов Гєоргій Андрєєвіч           | 12 січня 1990     | Росія      | 18       | 0        |
| 62           | Каретник Сергій Володимирович     | 14 лютого 1995    | Росія      | 1        | 0        |
| 9            | Лазіч Джордже                     | 18 червня 1983    | Сербія     | 26       | 5        |
| 13           | Макрідіс Константінос             | 13 січня 1982     | Кіпр       | 23       | 1        |
| 33           | Мамутов Руслан Алімович           | 19 серпня 1993    | Україна    | 4        | 0        |
| 11           | Масіел Соуза Кампос Річард Даніло | 13 січня 1990     | Бельгія    | 5        | 1        |
| 6            | Мкртчян Карлен Вардкесович        | 25 листопада 1988 | Вірменія   | 6        | 0        |
| 7            | Морозюк Микола Миколайович        | 17 січня 1988     | Україна    | 22       | 0        |
| 23           | Насонов Олександр Юрійович        | 28 квітня 1992    | Україна    | 21       | 0        |
| 8            | Нельсон Грегорі Яррід Мартья      | 31 січня 1988     | Нідерланди | 19       | 1        |
| 22           | Пляцікас Васілеос                 | 14 квітня 1988    | Греція     | 10       | 0        |
| 36           | Полюлях Микита Анатолійович       | 15 березня 1993   | Україна    | 2        | 0        |
| 44           | Прийма Василь Миронович           | 10 червня 1991    | Україна    | 25       | 2        |
| 17           | Соарес да Сільва Філ Жозе         | 27 липня 1983     | Бразилія   | 1        | 0        |
| 90           | Тимофієнко Віталій Вікторович     | 4 січня 1993      | Україна    | 1        | 0        |
| 35           | Трояновський Євген Станіславович  | 2 липня 1993      | Україна    | 7        | 0        |
| Нападники    |                                   |                   |            |          |          |
| 50           | Болбат Сергій Сергійович          | 13 червня 1993    | Україна    | 19       | 2        |
| 19           | Де Олівейра Даніель Родріго       | 14 вересня 1985   | Бразилія   | 10       | 1        |
| 77           | Дегтярьов Максим Сергійович       | 30 травня 1993    | Україна    | 4        | 0        |
| 27           | Мгуні Мусавенкосі                 | 5 квітня 1983     | Зімбабве   | 1        | 0        |
| 10           | Шавес Рібейро Мораес Алуісіо      | 4 квітня 1987     | Бразилія   | 27       | 19       |
| 18           | Хрістов Венціслав Дімітров        | 9 листопада 1988  | Болгарія   | 4        | 0        |

## «Металург» (Запоріжжя)
Головні тренери: Сергій Пучков (14 матчів), Олег Таран (14 матчів)
| №            | Футболіст                        | Дата народження   | Країна     | Ігри     | Голи     |
| Воротарі     | Воротарі                         | Воротарі          | Воротарі   | Воротарі | Воротарі |
| ------------ | -------------------------------- | ----------------- | ---------- | -------- | -------- |
| 32           | Боровик Євген Анатолійович       | 2 березня 1985    | Україна    | 6        | 17п      |
| 12           | Грдлічка Лібор                   | 2 січня 1986      | Словаччина | 14       | 22п      |
| 1            | Старцев Максим Олександрович     | 20 січня 1980     | Україна    | 10       | 15п      |
| Захисники    |                                  |                   |            |          |          |
| 3            | Баліч Саша                       | 29 січня 1990     | Чорногорія | 13       | 0        |
| 4            | До Кармо Лопес Матеус Енріке     | 8 березня 1985    | Бразилія   | 8        | 1        |
| 18           | Каплієнко Олександр Максимович   | 7 березня 1996    | Україна    | 2        | 0        |
| 20           | Монахов Антон Олександрович      | 31 січня 1982     | Україна    | 2        | 0        |
| 17           | Нестеров Андрій Вячеславович     | 2 липня 1990      | Україна    | 19       | 0        |
| 39           | Опанасенко Євген Володимирович   | 25 серпня 1990    | Україна    | 18       | 0        |
| 19           | Рудика Сергій Олександрович      | 14 червня 1988    | Україна    | 24       | 1        |
| 2            | Сахневич Андрій Володимирович    | 17 квітня 1989    | Україна    | 21       | 1        |
| 36           | Тейку Канган Адольф              | 23 червня 1990    | Камерун    | 11       | 0        |
| Півзахисники |                                  |                   |            |          |          |
| 9            | Гавриш Віталій Володимирович     | 18 березня 1986   | Україна    | 24       | 0        |
| 11           | Годін Олексій Вячеславович       | 2 лютого 1983     | Україна    | 15       | 2        |
| 25           | Жураховський Ігор Ігорович       | 19 вересня 1994   | Україна    | 1        | 0        |
| 5            | Йокич Милош                      | 7 червня 1987     | Сербія     | 6        | 0        |
| 13           | Коротецький Ігор Олександрович   | 13 вересня 1987   | Україна    | 18       | 0        |
| 27           | Лазарович Тарас Михайлович       | 22 квітня 1982    | Україна    | 9        | 0        |
| 8            | Максимов Олександр Олександрович | 13 лютого 1985    | Україна    | 9        | 0        |
| 31           | Пісоцький Євген Валерійович      | 22 квітня 1987    | Україна    | 14       | 0        |
| 77           | Діас Рібейро Сержіо Філіпе       | 16 червня 1985    | Португалія | 15       | 0        |
| 21           | Штурко Юрій Юрійович             | 8 жовтня 1984     | Україна    | 27       | 6        |
| 44           | Юсов Дмитро Олександрович        | 11 травня 1993    | Україна    | 12       | 1        |
| Нападники    |                                  |                   |            |          |          |
| 10           | Годой Алвеш Жуніор Луіс Антоніо  | 20 вересня 1978   | Бразилія   | 8        | 0        |
| 30           | Пассос Алвес Леонардо            | 29 листопада 1989 | Бразилія   | 11       | 0        |
| 7            | Матяж Іван Сергійович            | 15 лютого 1988    | Україна    | 22       | 3        |
| 24           | Платон Руслан Сергійович         | 12 січня 1982     | Україна    | 13       | 1        |
| 10           | Прийомов Володимир Володимирович | 2 січня 1986      | Україна    | 9        | 1        |
| 20           | Татарков Микита Станіславович    | 4 січня 1995      | Україна    | 6        | 0        |
| 14           | Шевчук Андрій Володимирович      | 12 серпня 1985    | Україна    | 21       | 2        |

## ФК «Севастополь»
Головні тренери: Олег Кононов (5 матчів), Геннадій Орбу (12 матчів), Сергій Коновалов (1 матч), Ангел Червенков (10 матчів)
| №            | Футболіст                         | Дата народження | Країна    | Ігри     | Голи     |
| Воротарі     | Воротарі                          | Воротарі        | Воротарі  | Воротарі | Воротарі |
| ------------ | --------------------------------- | --------------- | --------- | -------- | -------- |
| 72           | Литовка Ігор Юрійович             | 5 червня 1988   | Україна   | 17       | 30п      |
| 1            | Чуваєв Олег Сергійович            | 25 жовтня 1987  | Україна   | 12       | 15п      |
| Захисники    |                                   |                 |           |          |          |
| 55           | Воронін Сергій Олександрович      | 24 березня 1987 | Україна   | 6        | 0        |
| 77           | Гвініанідзе Мате                  | 10 грудня 1986  | Грузія    | 10       | 0        |
| 18           | Левандовскі Маріуш                | 18 травня 1979  | Польща    | 16       | 2        |
| 22           | Міщенко Андрій Петрович           | 7 квітня 1991   | Україна   | 2        | 0        |
| 30           | Неплях Євген Сергійович           | 11 травня 1992  | Україна   | 16       | 0        |
| 33           | Новак Євгеній Анатолійович        | 1 лютого 1989   | Україна   | 15       | 1        |
| 5            | Причиненко Денис Сергійович       | 17 лютого 1992  | Німеччина | 8        | 0        |
| 2            | Федорів Володимир Миколайович     | 29 липня 1985   | Україна   | 18       | 0        |
| 6            | Цуррі Дебатік                     | 28 грудня 1983  | Албанія   | 7        | 0        |
| 27           | Червонецький Тарас Миколайович    | 10 червня 1995  | Україна   | 1        | 0        |
| 36           | Чижов Олександр Олександрович     | 10 серпня 1986  | Україна   | 6        | 0        |
| Півзахисники |                                   |                 |           |          |          |
| 7            | Віценець Віталій Володимирович    | 3 серпня 1990   | Україна   | 9        | 1        |
| 26           | Гевлич Владислав Дмитрович        | 23 вересня 1994 | Україна   | 2        | 0        |
| 4            | Дуляй Ігор                        | 29 жовтня 1979  | Сербія    | 9        | 0        |
| 10           | Жабокрицький Олександр Сергійович | 29 січня 1981   | Україна   | 12       | 0        |
| 20           | Караваєв Олександр Олександрович  | 2 червня 1992   | Україна   | 24       | 2        |
| 8            | Карноза Артур Олександрович       | 2 серпня 1990   | Україна   | 18       | 3        |
| 88           | Крамар Антон Ігорович             | 5 лютого 1988   | Україна   | 3        | 0        |
| 13           | Міколюнас Саулюс                  | 2 травня 1984   | Литва     | 9        | 0        |
| 14           | Максимов Олександр Олександрович  | 13 лютого 1985  | Україна   | 6        | 0        |
| 25           | Недоля Артем Олександрович        | 20 жовтня 1993  | Україна   | 1        | 0        |
| 44           | Симоненко Сергій Юрійович         | 12 червня 1981  | Україна   | 15       | 1        |
| 34           | Танчик Володимир Романович        | 17 жовтня 1991  | Україна   | 9        | 1        |
| 87           | Фертовс Александрс                | 16 червня 1987  | Латвія    | 9        | 3        |
| 11           | Ярошенко Костянтин Юрійович       | 12 вересня 1986 | Україна   | 22       | 2        |
| Нападники    |                                   |                 |           |          |          |
| 92           | Будківський Пилип Вячеславович    | 10 березня 1992 | Україна   | 9        | 2        |
| 50           | Віейра Роса Фарлей                | 14 січня 1994   | Бразилія  | 22       | 1        |
| 17           | Коваль Володимир Вікторович       | 6 березня 1992  | Україна   | 4        | 0        |
| 9            | Ковпак Олександр Олександрович    | 2 лютого 1983   | Україна   | 22       | 5        |
| 19           | Кожанов Денис Станіславович       | 13 червня 1987  | Україна   | 24       | 1        |
| 79           | Кузнецов Сергій Сергійович        | 31 серпня 1982  | Україна   | 18       | 5        |
| 7            | Лисенко Володимир Володимирович   | 20 квітня 1988  | Україна   | 6        | 0        |
| 35           | Павлов Євген Степанович           | 12 березня 1991 | Україна   | 3        | 0        |

## «Таврія» (Сімферополь)
Головні тренери: Янніс Христопулос (17 матчів), Ніколай Костов (11 матчів)
| №            | Футболіст                          | Дата народження   | Країна             | Ігри     | Голи     |
| Воротарі     | Воротарі                           | Воротарі          | Воротарі           | Воротарі | Воротарі |
| ------------ | ---------------------------------- | ----------------- | ------------------ | -------- | -------- |
| 1            | Кахріман Дамір                     | 19 листопада 1984 | Сербія             | 22       | 36п      |
| 23           | Погорілий Сергій Петрович          | 28 липня 1986     | Україна            | 5        | 7п       |
| 31           | Сітало Сергій Володимирович        | 20 грудня 1986    | Україна            | 1        | 3п       |
| Захисники    |                                    |                   |                    |          |          |
| 5            | Аксьонов Олександр Олександрович   | 7 січня 1994      | Україна            | 11       | 0        |
| 24           | Алію Мохаммед Гої                  | 12 лютого 1993    | Нігерія            | 4        | 0        |
| 20           | Бусаіді Аніс                       | 10 квітня 1981    | Туніс              | 21       | 2        |
| 55           | Грнчаров Бобан                     | 12 серпня 1982    | Північна Македонія | 8        | 0        |
| 39           | Даценко Семен Олександрович        | 10 травня 1994    | Україна            | 8        | 0        |
| 15           | Феррейра дос Сантос Селіо          | 20 липня 1987     | Бразилія           | 4        | 1        |
| 22           | Матвієнко Дмитро Олександрович     | 25 травня 1992    | Україна            | 7        | 0        |
| 44           | Путраш Юрій Володимирович          | 29 січня 1990     | Україна            | 12       | 0        |
| Півзахисники |                                    |                   |                    |          |          |
| 7            | Габовда Юрій Вікторович            | 6 травня 1989     | Україна            | 14       | 0        |
| 27           | Гомес Гарсія Рубен Марсело         | 26 січня 1984     | Аргентина          | 23       | 1        |
| 30           | Гуменюк Олег Анатолійович          | 3 травня 1983     | Україна            | 21       | 0        |
| 25           | Калініченко Максим Сергійович      | 26 січня 1979     | Україна            | 14       | 0        |
| 88           | Каядо Діас Давід                   | 2 травня 1987     | Португалія         | 10       | 0        |
| 28           | Кошман Ігор Сергійович             | 7 березня 1995    | Україна            | 7        | 0        |
| 4            | Любічіч Марін                      | 15 червня 1988    | Хорватія           | 24       | 1        |
| 18           | Назаренко Сергій Юрійович          | 16 лютого 1980    | Україна            | 20       | 1        |
| 8            | Павленко Владислав Віталійович     | 5 квітня 1994     | Україна            | 24       | 0        |
| 77           | Приходной Максим Сергійович        | 27 жовтня 1992    | Україна            | 15       | 0        |
| 9            | Причиненко Станіслав Володимирович | 26 червня 1991    | Україна            | 13       | 0        |
| 33           | Сантрапинських Євген Костянтинович | 21 жовтня 1987    | Україна            | 9        | 0        |
| 6            | Свенссон Карл Густав Йохан         | 7 лютого 1987     | Швеція             | 10       | 0        |
| 12           | Соуза Пінто Нуно Мігуель           | 6 серпня 1986     | Португалія         | 8        | 0        |
| 29           | Тищенко Олексій Вікторович         | 21 липня 1994     | Україна            | 1        | 0        |
| 19           | Ярчук Дмитро Вадимович             | 23 березня 1994   | Україна            | 16       | 0        |
| Нападники    |                                    |                   |                    |          |          |
| 84           | Бурдужан Лучіан                    | 18 лютого 1984    | Румунія            | 7        | 1        |
| 21           | Коробка Володимир Геннадійович     | 22 липня 1989     | Україна            | 27       | 2        |
| 17           | Крамаренко Олег Станіславович      | 27 серпня 1994    | Україна            | 1        | 0        |
| 11           | Мельник Сергій Олександрович       | 25 червня 1993    | Україна            | 5        | 0        |
| 10           | Фещук Максим Ігорович              | 25 листопада 1985 | Україна            | 14       | 5        |
| 17           | Шиндер Антон Павлович              | 13 червня 1987    | Україна            | 4        | 0        |

## «Чорноморець» (Одеса)
Головний тренер: Роман Григорчук
| №            | Футболіст                        | Дата народження   | Країна   | Ігри     | Голи     |
| Воротарі     | Воротарі                         | Воротарі          | Воротарі | Воротарі | Воротарі |
| ------------ | -------------------------------- | ----------------- | -------- | -------- | -------- |
| 12           | Безотосний Дмитро Олександрович  | 15 листопада 1983 | Україна  | 28       | 22п      |
| 44           | Паст Євген Сергійович            | 16 березня 1988   | Україна  | 1        | 0п       |
| Захисники    |                                  |                   |          |          |          |
| 4            | Бергер Маркус                    | 21 січня 1985     | Австрія  | 17       | 0        |
| 32           | Вангелі Крісті                   | 5 вересня 1985    | Греція   | 4        | 0        |
| 42           | Зубейко Євгеній Анатолійович     | 30 вересня 1989   | Україна  | 20       | 0        |
| 2            | Ковальчук Петро Ярославович      | 28 травня 1984    | Україна  | 7        | 0        |
| 77           | Кутас Павло Віталійович          | 3 вересня 1982    | Україна  | 19       | 0        |
| 25           | Мартиненко Євгеній Олегович      | 25 червня 1993    | Україна  | 2        | 0        |
| 55           | Сантана Дос Сантос Андерсон      | 24 квітня 1986    | Бразилія | 14       | 0        |
| 52           | Тейку Канган Адольф              | 23 червня 1990    | Камерун  | 10       | 0        |
| 29           | Фонтанелло Пабло Езекуель        | 26 вересня 1984   | Італія   | 18       | 2        |
| Півзахисники |                                  |                   |          |          |          |
| 17           | Аржанов Володимир Олександрович  | 29 листопада 1985 | Україна  | 11       | 1        |
| 11           | Бобко Іван Михайлович            | 10 грудня 1990    | Україна  | 20       | 0        |
| 88           | Валєєв Рінар Салаватович         | 22 серпня 1987    | Україна  | 7        | 0        |
| 10           | Гай Олексій Анатолійович         | 6 листопада 1982  | Україна  | 25       | 3        |
| 94           | Данченко Олег Сергійович         | 1 серпня 1994     | Україна  | 8        | 0        |
| 8            | Ковальчук Кирило Сергійович      | 11 червня 1986    | Україна  | 29       | 1        |
| 6            | Де Матос Круз Леонардо           | 2 квітня 1986     | Бразилія | 22       | 0        |
| 7            | Окріашвілі Торніке               | 12 лютого 1992    | Грузія   | 10       | 3        |
| 82           | Ребенок Павло Вікторович         | 23 липня 1985     | Україна  | 11       | 0        |
| Нападники    |                                  |                   |          |          |          |
| 69           | Антонов Олексій Геннадійович     | 8 травня 1986     | Україна  | 26       | 10       |
| 19           | Бакай Еліс                       | 25 червня 1987    | Албанія  | 4        | 1        |
| 9            | Діденко Анатолій Олександрович   | 9 червня 1982     | Україна  | 20       | 1        |
| 23           | Джа Джедже Франк Джедже Лі       | 2 червня 1986     | Франція  | 16       | 3        |
| 7            | Прийомов Володимир Володимирович | 2 січня 1986      | Україна  | 14       | 1        |
| 99           | Рієра Ортега Лоренцо             | 5 січня 1987      | Іспанія  | 16       | 3        |
| 18           | Самодін Сергій Олександрович     | 14 лютого 1985    | Росія    | 13       | 2        |

## «Шахтар» (Донецьк)
Головний тренер: Мірча Луческу
| №            | Футболіст                       | Дата народження  | Країна    | Ігри     | Голи     |
| Воротарі     | Воротарі                        | Воротарі         | Воротарі  | Воротарі | Воротарі |
| ------------ | ------------------------------- | ---------------- | --------- | -------- | -------- |
| 32           | Каніболоцький Антон Олегович    | 16 травня 1988   | Україна   | 13       | 12п      |
| 30           | Пятов Андрій Валерійович        | 28 червня 1984   | Україна   | 16       | 11п      |
| Захисники    |                                 |                  |           |          |          |
| 31           | Гоншалвес дос Сантос Ісмаілі    | 11 січня 1990    | Бразилія  | 11       | 2        |
| 4            | Воловик Олександр Ігорович      | 28 жовтня 1985   | Україна   | 4        | 0        |
| 38           | Кривцов Сергій Андрійович       | 15 березня 1991  | Україна   | 19       | 2        |
| 5            | Кучер Олександр Миколайович     | 22 жовтня 1982   | Україна   | 13       | 1        |
| 44           | Ракіцький Ярослав Володимирович | 3 серпня 1989    | Україна   | 23       | 0        |
| 95           | Соболь Едуард Олександрович     | 20 квітня 1995   | Україна   | 9        | 0        |
| 27           | Чигринський Дмитро Анатолійович | 7 листопада 1986 | Україна   | 3        | 1        |
| 13           | Шевчук В'ячеслав Анатолійович   | 13 травня 1979   | Україна   | 17       | 0        |
| Півзахисники |                                 |                  |           |          |          |
| 77           | Перейра Діас Жуніор Ілсон       | 12 жовтня 1985   | Бразилія  | 13       | 0        |
| 29           | Тейшейра Сантос Алекс           | 6 січня 1990     | Бразилія  | 27       | 6        |
| 10           | Анісіо Калдейра Дуар Бернард    | 8 вересня 1992   | Бразилія  | 18       | 2        |
| 24           | Гречишкін Дмитро Володимирович  | 22 вересня 1991  | Україна   | 7        | 1        |
| 20           | Коста де Соуза Дуглас           | 14 вересня 1990  | Бразилія  | 27       | 4        |
| 14           | Кобін Василь Васильович         | 24 травня 1985   | Україна   | 3        | 0        |
| 33           | Срна Дарійо                     | 1 травня 1982    | Хорватія  | 27       | 6        |
| 6            | Степаненко Тарас Миколайович    | 8 серпня 1989    | Україна   | 18       | 2        |
| 17           | Мартінс Фернандо Лукас          | 3 березня 1992   | Бразилія  | 14       | 1        |
| 8            | Родрігес де Паула Са Фредеріко  | 5 березня 1993   | Бразилія  | 23       | 2        |
| 3            | Хюбшман Томаш                   | 4 вересня 1981   | Чехія     | 11       | 1        |
| Нападники    |                                 |                  |           |          |          |
| 11           | Алвеш да Сілва Едуардо          | 25 лютого 1983   | Хорватія  | 23       | 9        |
| 9            | Соуза да Сільва Луіс Адріано    | 12 квітня 1987   | Бразилія  | 25       | 20       |
| 99           | Перейра де Олівейра Майкон      | 8 травня 1988    | Бразилія  | 2        | 0        |
| 7            | Сілва Санчес Агуяр Веллінгтон   | 6 лютого 1992    | Бразилія  | 5        | 1        |
| 28           | Барсельос Фреда Тайсон          | 13 січня 1988    | Бразилія  | 19       | 1        |
| 89           | Феррейра Бонфім Бруно           | 19 січня 1989    | Бразилія  | 1        | 0        |
| 19           | Феррейра Факундо                | 14 березня 1991  | Аргентина | 13       | 6        |